# Sara Vagenkneht
Sara Vagenkneht (Jena, 16. jul 1969.) nemačka je političarka, ekonomista, autorka i novinarka.
Bila je članica saveznog predsedništva PDS-a od 1991. do 1995. i od 2000. do 2007. godine kada je ta stranka ujedinjena s WASG-om u stranku Die Linke. U ujedinjenoj stranici Die Linke je dugo vremena glasila kao predvodnica levog krila stranke. Od 2004 do 2009. bila je zastupnica u Evropskom parlamentu, a od 2010. do 2014. potpredsednica stranke. Od 2009. je zastupnica u Bundestagu. 
Dana 8. januara 2024. osnovana novu stranku Savez Sara Vagenkneht—Razum i pravda.